# AMX-32
AMX-32 – francuski czołg podstawowy skonstruowany w 1981 roku. Nie produkowany seryjnie.
AMX-32 powstał jako głęboka modernizacja czołgu AMX-30 z przeznaczeniem dla odbiorców zagranicznych. Kadłub zmodernizowano poprzez zastąpienie odlewanego przodu spawanym, wykonanym z walcowanych płyt o większej odporności. Ponadto dodano fartuchy metalowe chroniące układ jezdny. Nowa była wieża TMS 32. Została ona podobnie jak kadłub wykonana z walcowanych płyt pancernych połączonych spawami. Dodatkowo wersja seryjna wieży miała być wyposażona w pancerz warstwowy. W wieży zamocowane było podstawowe uzbrojenie czołgu, armata czołgowa. Mogła to być armata CN-105 F-1 kalibru 105 mm lub CN-120 G-1 kalibru 120 mm. Z armatą sprzężona była armata automatyczna kalibru 20 mm, która służyła do wstrzeliwania się w cel przed oddaniem strzału z głównej armaty. Dodatkowo nad włazem dowódcy umieszczono przeciwlotniczy karabin maszynowy kalibru 7,62 mm.
Czołg AMX-32 był testowany przez kilku potencjalnych odbiorców, ale żadna armia nie zdecydowała się na przyjęcie go na uzbrojenie.